# Sociedade da informação
A sociedade da informação surgiu no século XX no momento em que a tecnologia teve grandes avanços e diz respeito a nossa sociedade atual, onde a informação se tornou uma ferramenta de fácil acesso e essencial para o desenvolvimento pessoal e coletivo.
Uma sociedade da informação é uma sociedade onde o uso, a criação, a distribuição, a manipulação e a integração da informação é uma atividade significativa. Esta traz consigo certos benefícios culturais, sociais, econômicos e, sobretudo, liberdade de expressão e comunicação. Os principais motores da sociedade de comunicação são as tecnologias de informação e comunicação (TICs), que resultaram em uma explosão da variedade da informação e de alguma forma estão mudando todos os aspectos da organização social, incluindo educação, economia, saúde, governo, guerra e níveis de democracia. Além disso, as pessoas estariam se tornando cada vez mais distantes, tendo em conta essa facilidade comunicativa, que seria na verdade, uma barreira.
Tendo como objetivo promover a inovação tecnológica, a sociedade da informação visa tornar os processos de comunicação mais ágeis e eficientes para auxiliar no desenvolvimento das organizações e instituições de ensino unindo pesquisa e informação.
Estas tecnologias não transformam a sociedade por si só, mas são utilizadas pelas pessoas em seus contextos sociais, econômicos e políticos, criando uma nova comunidade local e global: a Sociedade da Informação.” (Gouveia, 2004).
Alguns dos marcadores dessa mudança constante podem ser tecnológicos, econômicos, ocupacionais, espaciais, culturais ou uma combinação de todos eles. A sociedade da informação é vista como uma sucessora da sociedade industrial. Conceitos intimamente relacionados são a sociedade pós-industrial (pós-fordismo), sociedade pós-moderna, sociedade da computação e sociedade do conhecimento, sociedade telemática, sociedade do espetáculo (pós-modernismo), Revolução da Informação e Era da Informação, sociedade em rede (Manuel Castells) ou até a modernidade líquida.

## Sociedade da Informação
Um dos primeiros a desenvolver o conceito de sociedade da informação foi o economista Fritz Machlup. Em 1933, Machlup começou estudando o efeito das patentes na pesquisa. Seu trabalho culminou no importante estudo "The production and distribution of knowledge in the United States" em 1962. Este livro foi amplamente considerado e foi traduzido para o russo e japonês.
Daniel Bell, sociólogo estadunidense, introduziu em sua obra, O advento da sociedade pós-industrial (1973), o termo "sociedade da informação". A expressão ganha força nos anos 1990 com o desenvolvimento das Tecnologias de Informação e Comunicação (TIC).
Ainda no contexto dos anos 90, o conceito de Sociedade da Informação era uma construção política e ideológica que se desenvolveu do neoliberalismo o qual tinha como meta acelerar a instauração de um mercado mundial aberto e autorregulado, dessa forma a Sociedade da Informação assumiu a função de "embaixadora da boa vontade" da globalização.
O problema da tecnologia e seu papel na sociedade contemporânea tem sido discutido na literatura científica usando uma série de rótulos e conceitos. Ideias de um conhecimento ou informação econômica, sociedade pós-industrial, sociedade pós-moderna, revolução da informação, capitalismo da informação têm sido debatidas nas últimas décadas.
Algumas pessoas, como Antonio Negri, caracterizam a sociedade da informação como aquela em que as pessoas realizam trabalho imaterial, isto é, referindo-se à produção de conhecimento ou artefatos culturais. Um problema com esse modelo é que ele ignora a base material e essencialmente industrial da sociedade apontando para um problema aos trabalhadores, ou seja, de quantas pessoas criativas esta sociedade precisa para funcionar?
A sociedade não é um elemento estático, muito pelo contrário, está em constante mutação e como tal, a sociedade contemporânea está inserida num processo de mudança em que as novas tecnologias são as principais responsáveis. Alguns autores identificam um novo paradigma de sociedade que se baseia num bem precioso, a informação, atribuindo-lhe várias designações, entre elas a Sociedade da Informação.
Este novo modelo de organização das sociedades assenta num modo de desenvolvimento social e econômico onde a informação, como meio de criação de conhecimento, desempenha um papel fundamental na produção de riqueza e na contribuição para o bem-estar e qualidade de vida dos cidadãos. Condição para a Sociedade da Informação avançar é a possibilidade de todos poderem aceder às Tecnologias de Informação e Comunicação, presentes no nosso cotidiano que constituem instrumentos indispensáveis às comunicações pessoais, de trabalho e de lazer.
Nomenclatura
Contudo, apesar de Sociedade da Informação e Sociedade do Conhecimento serem usados como sinônimos, não o são. Para Abdul Waheed Khan (subdiretor-geral da UNESCO para Comunicação e Informação), “A Sociedade da Informação é a pedra angular das sociedades do conhecimento. O conceito de “sociedade da informação”, a meu ver, está relacionado à ideia da “inovação tecnológica”, enquanto o conceito de “sociedades do conhecimento” inclui uma dimensão de transformação social, cultural, econômica, política e institucional, assim como uma perspectiva mais pluralista e de desenvolvimento. O conceito de “sociedades do conhecimento” é preferível ao da “sociedade da informação” já que expressa melhor a complexidade e o dinamismo das mudanças que estão ocorrendo. (...) o conhecimento em questão não só é importante para o crescimento econômico, mas também para fortalecer e desenvolver todos os setores da sociedade”.
Já Yves Courrier coloca essa diferença entre os termos ao colocar a "sociedade da informação" com ênfase no conteúdo do trabalho (o processo de captar, processar e comunicar as informações necessárias) e "sociedade do conhecimento" nos agentes econômicos que devem possuir qualificações superiores para o exercício do seu trabalho.
Como alternativa, propõe-se o uso da palavra sociedade no plural, isto é, "sociedades" tanto da informação quanto do conhecimento (algo já utilizado em alguns documentos da UNESCO) a fim de reconhecer a heterogeneidade e diversidade das sociedades humanas. Ainda como reflexão é colocado a questão da informação não ser uma mercadoria e sim, um bem público e que o conhecimento seja uma construção social compartilhada e não, privada e, por fim, que as tecnologias sejam os meios e não, os fins.

## Adaptação do homem a um novo paradigma de sociedade
Mas por outro lado, esta sociedade poderá ser a culpada por grandes diferenças sociais, tendo em conta o seu grau de exigência. Visto que é uma sociedade que vive do poder da informação, tendo como base as novas tecnologias ela poderá ser muito discriminatória, quer entre países, quer internamente, entre empresas, ou  pessoas. Até há algum tempo, saber ler e interpretar textos, bem como efetuar cálculos matemáticos simples, era obrigatório para se viver em harmonia e bem-estar na sociedade, este novo cenário mudou, hoje por exemplo temos dispositivos que fazem esse serviço então as necessidades de qualificações profissionais e acadêmicas aumentaram consideravelmente justamente pela especificação dos cargos.
O ser humano tem a aptidão de se adaptar rapidamente, tornando mais fácil alcançar mais conhecimento de acordo com seus interesses, necessidades e assim podendo dominar as Tecnologias da Informação e Comunicação (TIC). A introdução precoce da sociedade à tecnologia nas escolas seria um dos motivos para a facilidade em construir pessoas com uma formação ampla, especializada, com um espírito empreendedor e criativo, com o domínio de uma ou várias línguas estrangeiras, com grandes capacidades para resolução de problemas.

### Transição econômica - desenvolvimento de um modelo de Sociedade da Informação
O filósofo Jean-François Lyotard argumentou que "o conhecimento tornou-se a principal força de produção nas últimas décadas". Lyotard também diz que a sociedade pós-industrial torna o conhecimento acessível ao leigo pois o conhecimento e as tecnologias da informação se difundiriam na sociedade e fragmentariam as Grandes Narrativas de estruturas e grupos centralizados. Logo, essas circunstâncias mutáveis consideradas como condição pós-moderna ou sociedade pós-moderna.
Da mesma forma que os filósofos e professores Bell, Peter Otto e Philipp Sonntag (1985) afirmam que uma sociedade da informação é uma sociedade onde a maioria dos funcionários trabalha em empregos de informação, ou seja, lidam com dados sinais, símbolos e imagens mais do que com energia e matéria. Radovan Richta (1977) argumenta que a sociedade se transformou em uma civilização científica baseada em serviços, educação e atividades criativas. Essa transformação seria o resultado de uma reforma científico-tecnológica baseada no progresso tecnológico e na crescente importância da tecnologia da computação. Fazendo da Ciência e tecnologia forças imediatas de produção (Aristovnik, 2014, p. 55).
O professor Nico Stehr (1994, 2002a, b) afirma que na sociedade do conhecimento a maioria dos empregos envolve o trabalho com o conhecimento. “A sociedade contemporânea pode ser descrita como uma sociedade do conhecimento baseada na ampla penetração de todas as suas esferas de vida e instituições pelo conhecimento científico e tecnológico” (Stehr, 2002b, p. 18). Para Stehr, o conhecimento é uma capacidade de ação social. A ciência se tornaria uma força produtiva imediata, o conhecimento não seria mais basicamente corporificado em máquinas, mas a natureza já apropriada que representa o conhecimento seria reorganizada de acordo com certos projetos e programas (Ibid., p. 41-46). Para ele, a economia de uma sociedade do conhecimento é amplamente impulsionada não por insumos materiais, mas por insumos simbólicos ou baseados no conhecimento (Ibid., p. 67), haveria um grande número de profissões que envolvem o trabalho com o conhecimento e um número decrescente de empregos que exigem baixas habilidades cognitivas, bem como na manufatura (Stehr, 2002a).
Também Alvin Toffler, escritor e futurista norte-americano argumenta que o conhecimento é o recurso central na economia da sociedade da informação: "Em uma economia da Terceira Onda, o recurso central - uma única palavra que engloba dados, informações, imagens, símbolos, cultura, ideologia e valores - é conhecimento acionável "(Dyson; Gilder; Keyworth; Toffler, 1994)
No final do século XX, o conceito de sociedade em rede ganhou importância na teoria da sociedade da informação. Para o sociólogo Manuel Castells, a lógica da rede é, além da informação, difusão, flexibilidade e convergência, uma característica central do paradigma da tecnologia da informação (2000a, p. 69ss). “Uma das principais características da sociedade informacional é a lógica de rede de sua estrutura básica, o que explica o uso do conceito de 'sociedade em rede'” (Castells, 2000, p. 21). “Como tendência histórica, as funções e processos dominantes na Era da Informação estão cada vez mais organizados em torno de redes. As redes constituem a nova morfologia social de nossas sociedades, e a difusão da lógica das redes modifica substancialmente a operação e os resultados nos processos de produção, experiência, poder e cultura "(Castells, 2000, p. 500). Para Castells, a sociedade em rede é o resultado do 'informacionalismo', um novo paradigma tecnológico.
Já o professor universitário Jan Van Dijk (2006) define a sociedade em rede como uma "formação social com uma infraestrutura de redes sociais e de mídia que possibilita seu modo principal de organização em todos os níveis (individual, grupo/organizacional e social). Cada vez mais, essas redes ligam todas as unidades ou partes desta formação (indivíduos, grupos e organizações) "(Van Dijk,  2006, p. 20). Para Van Dijk, as redes se tornaram o sistema nervoso da sociedade, enquanto Castells vincula o conceito de sociedade em rede à transformação capitalista, Van Dijk a vê como o resultado lógico da crescente ampliação e espessamento das redes na natureza e na sociedade.
Darin Barney, um teórico político, usa o termo para caracterizar sociedades que apresentam duas características fundamentais: "A primeira é a presença nessas sociedades de tecnologias sofisticadas - quase exclusivamente digitais - de comunicação em rede e gestão/distribuição de informação, tecnologias que formam a infraestrutura básica mediando um conjunto crescente de práticas sociais, políticas e econômicas. (...) A segunda, provavelmente mais intrigante, característica das sociedades em rede é a reprodução e institucionalização em todas as (e entre) essas sociedades de redes como a forma básica de organização humana e relacionamento em uma ampla gama de configurações e associações sociais, políticas e econômicas ”.

## Relação dos jovens com a Sociedade da Informação
Os jovens adquirem vários conhecimentos fora de suas escolas, pois eles estão intensamente auto integrados neste novo paradigma de sociedade, preferindo por vezes o aconchegante lar, com todas as tecnologias à disposição, à escola enfadonha e obsoleta. É de suma importância que a escola se torne mais atrativa e em sintonia com as novidades tecnológicas, proporcionando novos métodos de aprendizagem que conectem seus alunos a sociedade contemporânea da Informação.
Face a esta situação, em 2007 foi desenvolvido um projeto chamado ’’One Laptop Per Child’’, programa da autoria de Nicholas Negroponte, cientista Americano, formado em arquitetura, sendo um dos fundadores e professor do Media Lab, o laboratório de multimídia do Massachusetts Institute of Technology (MIT), onde é financiado por mais de 105 empresas, incluindo as maiores corporações dos Estados Unidos da América e as grandes empresas da indústria do entretenimento.
Com grande reconhecimento no mundo da informática, fundou a OLPC, uma organização sem fins lucrativos que pretende assegurar a possibilidade de todos os estudantes terem o seu próprio portátil com vista a melhorar o seu nível de educação e a propiciar a sua entrada na nova era do conhecimento.
A ideia de Nicholas Negroponte seria de produzir um portátil de baixo custo que tivesse distribuição maciça, chegando às crianças de todo o Mundo, incluindo aos lugares mais remotos de países como a Nigéria, o Brasil, a China, a Tailândia, o Egito ou a África do Sul. Essa iniciativa é um dos projetos que visou contribuir com o avanço do ensino ante ao mundo tecnológico, permitindo que diversos estudantes se beneficiassem e garantissem melhores condições de transmissão de conhecimentos e informações.
Perante esses ideais, caberia ressaltar que a sociedade tenderá a ser cada vez mais competitiva, e desenvolverá mais qualidade de vida através das tecnologias. Mas para que isto seja possível e não se criem maiores assimetrias sociais, as políticas educativas devem desempenhar um papel primordial, de forma que todo o núcleo educacional – principalmente alunos e professores – detenham acesso igualitário a meios de informação, ciência e pesquisa. Assim, a escola assume um papel fundamental na Sociedade da Informação, dotando o homem de capacidades para competir com o avanço tecnológico, condicionando-o, de maneira a que este avanço não seja autônomo, e possa ser controlado, de modo a que sejam as nossas necessidades que corresponderão ao desenvolvimento tecnológico, e não que o desenvolvimento tecnológico molde as nossas necessidades.

### Internet, Jovens e Educação
Com os processos de difusão existentes, frutos principalmente da globalização, seria de esperar que a Internet, tal como a televisão ou o telefone móvel, se estendesse a uma ampla maioria da população de forma igualitária, o que, afinal, não se verifica atualmente.
Segundo o site informativo “Agência Brasil”, quase metade do planeta ainda não possui acesso à internet, como aponta o estudo da Comissão de Banda Larga – grupo que reúne representantes de empresas e das Nações Unidas. Além disso, o relatório (2019) identifica que a conexão de baixa qualidade foi considerada em 43% dos países mais pobres e subdesenvolvidos, enquanto nos países mais ricos esse percentual foi de 25% com base nos entrevistados. Essa situação de desigualdade varia de acordo com a situação geográfica, renda, idade, gênero, entre outros fatores.
No mundo globalizado, em que o desenvolvimento depende do acesso a meios de informação, comunicação e conhecimento, é condição fundamental existir a possibilidade de todos os cidadãos terem acesso a meios tecnológicos que lhes permitam a comunicação fácil e rápida diariamente, quer seja para fins pessoais, profissionais ou até mesmo de diversão e lazer.
O uso das Tecnologias da Informação e Comunicação (TICs) nas escolas são inquestionáveis pois se tornaram indispensáveis no cotidiano de alunos e professores e no próprio desenvolvimento das práticas educativas. Os novos recursos trouxeram novas formas de se comunicar, de adquirir informação e transformaram o processo de ensino/aprendizagem. O computador em sala de aula serve como instrumento de apoio ao professor e meio de preparação dos alunos para o novo tipo de sociedade, a informatizada.
Efetivamente, graças à Internet, é possível obter informação sobre todas as áreas de conhecimento e, consequentemente, podem encontrar-se redes científicas, econômicas, educacionais, empresariais, políticas, entretenimento, entre muitas outras. A Internet, apesar de ser usada como meio de obter acesso à informação, é, essencialmente, um meio de comunicação uma vez que permite a participação em projetos mundiais, a participação em debates, a discussão de ideias (de natureza científica, política, cultural, etc). Como tudo numa sociedade, o acesso às redes torna-se algo desigual ao passo que nem todos o têm por causa de diferentes motivos, porém envolve o capital. Para o sociólogo espanhol Castells (2004), a desigualdade social pode ser combatida através da Educação, e a Internet na escola pode ser um fator de desenvolvimento desde que “saibam o que fazer com a Internet”.
Ana Antunes, aluna e pesquisadora referente a sociologia na Universidade de Coimbra(2008), diz que a introdução da Internet na escola (no processo de ensino/aprendizagem), requer uma nova atitude quer do professor quer dos alunos e mesmo dos responsáveis pelas instituições educativas. O desenvolvimento de projetos interativos exige novas competências, novos conhecimentos para melhor formar e, acima de tudo, para preparar a inserção numa nova sociedade, a Sociedade da Informação. No entanto, somente a instalação de computadores nas salas de aulas não é suficiente, é necessário torná-los verdadeiras ferramentas da informação em rede, pelo que é fundamental alterar as metodologias, fomentar a participação em parceria, a partilha de ideias e a construção do próprio saber visto que podem quebrar-se barreiras, acabar com o isolamento da sala de aula e aumentar a autonomia dos alunos.
Uma outra questão relacionada com o uso da Internet pelas camadas jovens (os maiores utilizadores das novas tecnologias) é a que se prende com o seu eventual “mau uso”, ou seja, a que respeita às consequências negativas da utilização deste meio. Na verdade, a Internet é, simultaneamente, um excelente meio de informação e comunicação e uma “perigosa arma” para os “menos preparados” ou “mais crédulos e inocentes”.
No contexto em que se “socializa através da tecnologia”, seus usuários afirmam que apenas reduziram a utilização de outros eletrônicos como a televisão (ainda que as percentagens de visualização sejam elevadas) e não que deixaram de ter um cotidiano em função da Internet. Por outro lado, os não usuários (a camada mais velha em idade) registram uma maior porcentagem em “ir à igreja ou lugar de culto religioso”, pois não possuem contato com a Internet e as novas tecnologias.

## Consequências
Os aspectos positivos são visíveis, tal como a melhoria da nossa qualidade de vida. Com a introdução de máquinas e robôs nas indústrias tem-se aumentado a taxa de desemprego, mas a transição por vezes tem estas consequências. Com o nascimento de um novo sector, denominado de quaternário, cujo bem mais importante é a informação, assistimos a mudanças profundas na sociedade. A taxa de desemprego continua a aumentar com o desaparecimento de algumas profissões, entre outros factores. A perda de postos de trabalho, a extinção de algumas profissões, e a reconversão de outras até serem substituídas por novas, decorre um longo período de adaptação, que se poderá estar a viver neste momento, sendo difícil analisar as transformações quando estão a acontecer sem o tempo necessário para verificar as consequências.
Economia
A competitividade exige performance de desempenho profissional, flexibilidade apostando-se na qualidade do produto ou serviço final em detrimento do processo. A caneta e o papel estão claramente a ser substituídos pelas capacidades oferecidas pela informática, quer em termos de hardware como de software. As facilidades que as tecnologias trazem têm vindo a aumentar o nível de complexidade da informação e o seu respectivo tratamento. Com a Internet existe a troca de fluxo vivo de informação. A economia também é influenciada por este processo.